# 사다정
사다정(佐田町)은 시마네현 히카와군에 있던 정이다. 2005년 3월 22일, 이즈모시, 히라타시, 다키정, 고료정, 다이샤정과 합병해 이즈모시의 일부가 되었다.

## 역사
- 1956년 6월 10일 - 2개의 촌이 합병해 사다정이 성립하였고 히카와군에 소속되었다.
- 2005년 3월 22일 - 이즈모시, 히라타시, 다키정, 고료정, 다이샤정과 합병해 새로운 이즈모시가 성립하였다. 동일 사다정은 폐지되었다.

## 교통

### 도로
- 국도 제184호선